# RU-38 Pori
RU-38 Pori – fiński klub piłkarski z siedzibą w mieście Pori.

## Osiągnięcia
- Wicemistrz Finlandii: 1959
- Finalista Pucharu Finlandii: 1960

## Historia
Klub założony został w 1938 roku. W 1958 roku klub debiutował w najwyższej lidze mistrzostw, a w 1960 po raz ostatni zagrał w niej, po czym spadł do drugiej ligi. W 1967 RU-38 połączył się z innym lokalnym klubem, Karhut, tworząc nowy klub o nazwie Ässät.